# Raimondo Folch III de Cardona
Raimondo Folco (prima metà del XII secolo – 1176) è stato il quarto visconte di Cardona dal 1151 fino alla sua morte.

## Origine
Raimondo Folco, secondo il Diplomatari de la vila de Cardona, anys 966-1276 (non consultato), era il figlio del Visconte di Cardona, Raimondo Folco II e di sua moglie, Guglielma, di cui non si conoscono gli ascendenti.

Raimondo Folco II, secondo il documento n° 153 del Diplomatari de la vila de Cardona, anys 966-1276 (non consultato), era il figlio secondogenito del secondo Visconte di Cardona, Bernardo Amato e di Almodis di Barcelona, che, secondo le Europäische Stammtafeln, vol II, 69 (non consultate), era la figlia del conte di Barcellona, Gerona, Osona e Carcassonne, Raimondo Berengario II e della moglie, Matilde d'Altavilla.

## Biografia
Di Raimondo Folco si hanno poche notizie.
Nel 1131, sua nonna, Almodis di Barcelona (Adalmudis vicecomitissa), fece testamento, indicando come esecutore testamentario il marito (suo nonno), Bernardo Amato (dompminum Bernardum vicecomitem virum meum) e i due figli maggiori, suo zio, Guglielmo e suo padre, Raimondo Folco (filios meos Guillelmum et Raimundum) in cui destinò diversi lasciti a monasteri e abbazie, come da documento n° 429 della Colección diplomática de Sant Pere de Casserres. Volumen I (non consultato), e probabilmente in quell'anno morì.

Suo zio, Guglielmo, il figlio primogenito, non compare più citato in alcun documento, per cui si presume che, in quel periodo, morì, e suo padre, Raimondo Folco divenne l'erede della viscontea.
Suo nonno, Bernardo Amato, nel 1135, compare citato come testimone (Bernardus vicecomes) nel documento n° 163 del Diplomatari de la vila de Cardona, anys 966-1276 (non consultato), e dopo, Bernardo Amato non fu più citato in alcun documento; si presume che sia morto in quell'anno e suo padre, Raimondo Folco gli succedette come Raimondo Folco II. 
Di Raimondo Folco II non si conosce la data esatta della morte; morì, nel 1151 o prima, perché in quella data, il 17 maggio, secondo il documento n° 184 del Diplomatari de la vila de Cardona, anys 966-1276 (non consultato), fu fatta una donazione, senza lui, alla chiesa di San Vincenzo di Cardona da sua madre Guglielma, da Raimondo Folco e dai prozii, Raimondo Folco e Guglielmo (Guillelma comitissa Cardonensis et filius meus Raimundus, et Raimundus de Cardona et Guillelmus fratres) e dopo quella data non compare più in alcun documento.

Raimondo Folco gli succedette come Raimondo Folco III.

In quello stesso anno i prozii, Raimondo Folco e Guglielmo (Raimundus de Cardona et Guillelmus de Cardona fratres), fecero testamento, lasciando come unico erede Raimondo Folco III (Raimundi Fulchoni cosanguineo nostro); il testamento è riportato nel documento n° 456 della Colección diplomática de Sant Pere de Casserres. Volumen I (non consultato).
Di Raimondo Folco non si conosce la data esatta della morte; si presume sia morto verso il 1176, in quanto nel documento n° 225 del Diplomatari de la vila de Cardona, anys 966-1276, datato 1176 o 1177 (non consultato), suo figlio, Guglielmo fece atto di devozione alla chiesa di San Vincenzo di Cardona, citando le anime dei suoi genitori.

Gli succedette il figlio, come Guglielmo I.

## Matrimonio e discendenza
Raimondo Folco III, come ci viene confermato dalla Historia de los condes de Urgel, Tomo I, aveva sposato Isabella Sibilla di Urgell ( † prima del 1177), che sempre secondo la Historia de los condes de Urgel, Tomo I, era figlia del conte di Urgell, Ermengol VI e della sua prima moglie, Arsenda de Cabrera ( † prima del 1135), figlia del signore di Cabrera e visconte di Gerona, Guerau II de Cabrera e della sua prima moglie, Stefania (documento n°XXVIII a pag 151 del Carturario di Roda).

Raimondo Folco III da Isabella Sibilla di Urgell ebbe un solo figlio:
- Guglielmo († 1176), Visconte di Cardona, come conferma il documento n° 225 del Diplomatari de la vila de Cardona, anys 966-1276 (non consultato).

## Ascendenza
|                              |   |                                      | Genitori                            |  |  | Nonni |  |  | Bisnonni             |  |  | Trisnonni             |  |
|                              |   |                                      |                                     |  |  |       |  |  | Deodato di Claramunt |  |  | Bernardo di Claramunt |  |
|                              |   |                                      |                                     |  |  |       |  |  | Deodato di Claramunt |  |  | Bernardo di Claramunt |  |
|                              |   | …                                    |                                     |  |  |       |  |  | Deodato di Claramunt |  |  |                       |  |
| Bernat Amat de Cardona       |   |                                      |                                     |  |  |       |  |  | Deodato di Claramunt |  |  |                       |  |
|                              |   | Ermessenda de Cardona                | Ramon Folch I de Cardona            |  |  |       |  |  |                      |  |  |                       |  |
|                              |   | Ermessenda de Cardona                | Ramon Folch I de Cardona            |  |  |       |  |  |                      |  |  |                       |  |
|                              |   | Ermessenda de Cardona                | Ermesinda di Girona                 |  |  |       |  |  |                      |  |  |                       |  |
| Raimondo Folch II de Cardona |   | Ermessenda de Cardona                |                                     |  |  |       |  |  |                      |  |  |                       |  |
|                              |   | Raimondo Berengario II di Barcellona | Raimondo Berengario I di Barcellona |  |  |       |  |  |                      |  |  |                       |  |
|                              |   | Raimondo Berengario II di Barcellona | Raimondo Berengario I di Barcellona |  |  |       |  |  |                      |  |  |                       |  |
|                              |   | Raimondo Berengario II di Barcellona | Almodis de La Marche                |  |  |       |  |  |                      |  |  |                       |  |
| Almodis di Barcelona         |   | Raimondo Berengario II di Barcellona |                                     |  |  |       |  |  |                      |  |  |                       |  |
|                              |   | Matilde d'Altavilla                  | Roberto il Guiscardo                |  |  |       |  |  |                      |  |  |                       |  |
|                              |   | Matilde d'Altavilla                  | Roberto il Guiscardo                |  |  |       |  |  |                      |  |  |                       |  |
|                              |   | Matilde d'Altavilla                  | Sichelgaita di Salerno              |  |  |       |  |  |                      |  |  |                       |  |
| Raimondo Folco III           |   | Matilde d'Altavilla                  |                                     |  |  |       |  |  |                      |  |  |                       |  |
|                              | … | …                                    |                                     |  |  |       |  |  |                      |  |  |                       |  |
|                              | … | …                                    |                                     |  |  |       |  |  |                      |  |  |                       |  |
|                              | … | …                                    |                                     |  |  |       |  |  |                      |  |  |                       |  |
| …                            | … |                                      |                                     |  |  |       |  |  |                      |  |  |                       |  |
|                              |   | …                                    | …                                   |  |  |       |  |  |                      |  |  |                       |  |
|                              |   | …                                    | …                                   |  |  |       |  |  |                      |  |  |                       |  |
|                              |   | …                                    | …                                   |  |  |       |  |  |                      |  |  |                       |  |
| Guglielma                    |   | …                                    |                                     |  |  |       |  |  |                      |  |  |                       |  |
|                              |   | …                                    | …                                   |  |  |       |  |  |                      |  |  |                       |  |
|                              |   | …                                    | …                                   |  |  |       |  |  |                      |  |  |                       |  |
|                              |   | …                                    | …                                   |  |  |       |  |  |                      |  |  |                       |  |
| …                            |   | …                                    |                                     |  |  |       |  |  |                      |  |  |                       |  |
|                              |   | …                                    | …                                   |  |  |       |  |  |                      |  |  |                       |  |
|                              |   | …                                    | …                                   |  |  |       |  |  |                      |  |  |                       |  |
|                              |   | …                                    | …                                   |  |  |       |  |  |                      |  |  |                       |  |
|                              |   | …                                    |                                     |  |  |       |  |  |                      |  |  |                       |  |